# Castillo de Villalonga
El castillo de Villalonga (provincia de Valencia), conocido también como "el castell dels Moros", es un castillo de origen musulmán situado en la sierra de Les Fontanelles a 1,5 kilómetros del municipio, desde donde se domina la llanura de La Fuente (conocido como "El Plà de la Font") y todo el territorio de su entorno.

## Descripción
Se trata de un recinto amurallado de medianas dimensiones, situado por su parte este junto a un cortado de 30 metros de altura y por su parte oeste adaptándose a un barranco por donde descienden por medio de bancadas, donde se situaba una barrera defensiva y un segundo recinto amurallado de protección del recinto superior.
En la parte noroeste quedan los restos de lo que debió ser la torre mayor del castillo, manteniéndose también en pie un paramento de muralla que aún conserva sus almenas, así como un aljibe. 
Para sus fábricas utilizaron diversas técnicas constructivas. El aljibe fue realizado con muros encofrados de mortero y piedra y cubierto por una bóveda con marcas de cañizo, y los muros del recinto con fábrica de tapial de tierra y mampostería colocada en la parte baja como refuerzo.